# Fahrlässig (Band)
Fahrlässig ist eine Deutschrock-/Deutschpunk-Band aus Rheinberg (Nordrhein-Westfalen).

## Bandgeschichte
Die Band wurde im Mai 2008 in Rheinberg gegründet. Neben einer EP Schluss mit Lustig die noch 2008 veröffentlicht wurde, wurde im Jahr darauf die Eigenproduktion Jede Sekunde zählt herausgebracht. Das Lied Demonstrieren wurde im Jahr 2009 auf dem Punkrock-Sampler Schlachtrufe BRD 9 veröffentlicht.
Am 1. Juni 2012 erschien das Album Adrenalin über das Betontod-eigene Label Better Than Hell. Des Weiteren wurden zwei Musikvideos veröffentlicht: 1000 Worte und Feuerrot. Fahrlässig standen schon mit anderen Künstlern, wie zum Beispiel Betontod, BRDigung, Die Kassierer, Toxpack oder StaatsPunkrott auf der Bühne und waren 2012 erstmals beim Punk-im-Pott-Festival dabei.

## Diskografie
| Jahr | Veröffentlichung   | Medium | Label            | Bemerkung  |
| ---- | ------------------ | ------ | ---------------- | ---------- |
| 2008 | Schluss mit Lustig | CD     | Eigenproduktion  | 6-Track-EP |
| 2009 | Jede Sekunde zählt | CD     | Eigenproduktion  | Album      |
| 2012 | Adrenalin          | CD     | Better Than Hell | Album      |